# ضاحية ساراماكا

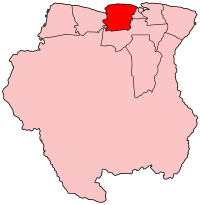
خريطة سورينام توضح موقع ضاحية ساراماكا

ضاحية ساراماكا هي اٍحدى ضواحي سورينام، عاصمة الضاحية هي غرونينجان و تضم الضاحية قرى أخرى مثل بطافيا و بوسكامب.
يبلغ عدد سكان الضاحية 13.600 نسمة وتقدر مساحتها ب 3.636 كم2.
تعرف الضاحية تقليديا بضمها لعائلات تقوم بزراعة صغيرة، في الآونة الأخيرة بدأت في الظهور مشاريع الزراعية الكبيرة، وجهت أساسا إلى إنتاج الموز والأرز.
تشتهر الضاحية بطيورها، يأتي علماء الطيور و مراقبيها من جميع أنحاء العالم لدراسة طوقان ساراماكا، الببغاء و غيرها.
ساراماكا هو أيضا اٍسم مجموعة من المارون و الذين أقاموا مجمعا سكانيا على طول نهر ساراماكا بعدما فروا من الرق.

## منتجعات ضاحية ساراماكا

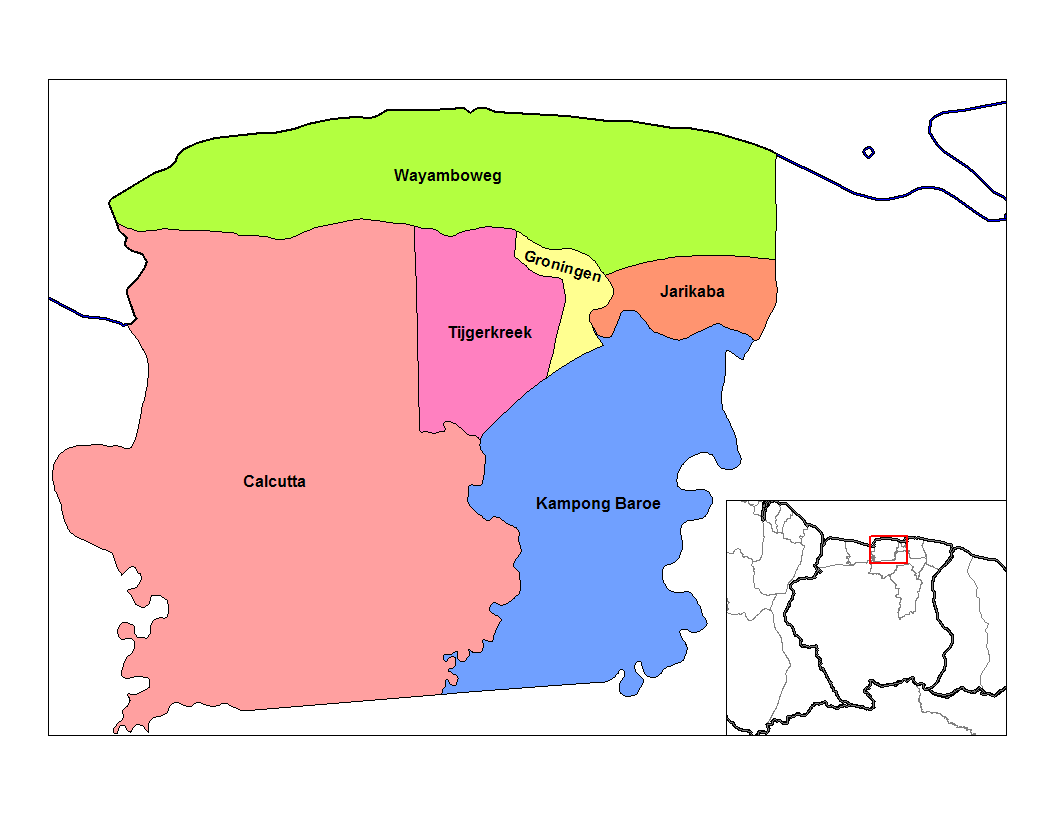
منتجعات ضاحية ساراماكا

تضم الضاحية 6 منتجعات هي:
- كالكوتا
- غرونينجان
- جاريكابا
- كامبونغ باروي
- تيجكاركريك
- وايامبويغ